# 47 Aglaja
47 Aglaja este un asteroid de tip C din centura de asteroizi. A fost descoperit de Robert Luther la 15 septembrie 1857. Este numit după Aglaja, una dintre cele trei grații din mitologia greacă, fiica lui Zeus.